# Друг народа
«Друг наро́да» (фр. L'Ami du peuple, «Л’Ами дю пёпль») — ежедневная нерегулярная газета, издававшаяся в Париже во время Великой французской революции Жан-Полем Маратом. «Друг народа» было также прозвищем Марата. Марат был её единоличным редактором. В газете он разоблачал преступления властей и агитировал за репрессии в рядах чиновников. Газету неоднократно пытались закрыть, а Марата привлечь к суду, однако каждый раз народ спасал своего друга. Газета имела большое влияние на революционные слои мелкой буржуазии и на рабочих Парижа. Газета издавалась с 12 сентября 1789 года по самый день смерти Марата 13 июля 1793 года.
Первые несколько номеров вышли под названием Le Publiciste parisien.

## Общество друзей народа
«Общество друзей народа» (фр. La Société des Amis du peuple) — французская общественная организация времени Июльской революции 1830 года. В общество входили видные республиканцы. Общество участвовало в восстании лионских рабочих в 1831 году и в восстании республиканцев в Париже 5-6 июня 1832 года. 

## В русском языке
«Друзьями народа» в XIX и начале XX века называли себя коллективисты-общинники из числа русских революционеров (народники и эсеры). Это значение сохранилось в современном русском языке в основном благодаря названию книги В. И. Ленина «Что такое „друзья народа“ и как они воюют против социал-демократов?».
Во времена сталинских репрессий «друзьями народа» иронично назывались уголовные преступники, как противопоставление политическим заключённым, которые официально назывались «врагами народа». 
Газета «Друг народа» в 2007 и 2008 году выпускалась нацболами.